# Pascal Charbonneau
Pascal Charbonneau (* 6. Mai 1983 in Montreal) ist ein kanadischer Schachspieler.
Die kanadische Einzelmeisterschaft konnte er zweimal gewinnen: 2002 in Richmond und 2004 in Toronto. Er spielte für Kanada bei fünf Schacholympiaden: 2000 bis 2008. Beim Schach-Weltpokal 2005 scheiterte er in der ersten Runde an Alexei Drejew, ebenso beim Schach-Weltpokal 2011 an Étienne Bacrot.
In Frankreich spielte er für den Club de Montpellier Echecs (2004/05), in der britischen Four Nations Chess League für Guildford A&DC (2004/05). In der United States Chess League (USCL) gewann er 2005 für die Baltimore Kingfishers spielend die Auszeichnung Most Valuable Player. Ab der Saison 2006 spielte er dort für die New York Knights. Die USCL gewann er mit New York in den Saisons 2009 und 2011.
Er wird als inaktiv gewertet, da er seit November 2012 keine gewertete Partie mehr gespielt hat. Er war mit der US-amerikanischen Schachspielerin Irina Krush verheiratet.
Im Jahre 2003 wurde ihm der Titel Internationaler Meister (IM) verliehen, 2006 der Titel Großmeister (GM). Seine Elo-Zahl beträgt 2505 (Stand: Oktober 2020), seine bisher höchste war 2517 im März 2011.
| Die zur Anzeige dieser Grafik verwendete Erweiterung wurde dauerhaft deaktiviert. Wir arbeiten aktuell daran, diese und weitere betroffene Grafiken auf ein neues Format umzustellen. (Mehr dazu) |